# Прамбанан
7°45′7.26″ пд. ш. 110°29′28.86″ сх. д. / 7.7520167° пд. ш. 110.4913500° сх. д.
Прамбана́н — комплекс ранньосередньовічних буддійських і індуїстських храмів, розташованих в центральній частині острова Ява, в 18 км на схід від Джокьякарти, біля південного схилу вулкана Мерапі, неподалік від буддійського храму Боробудур і царського палацу Рату Боко. Найбільш імовірно, що храм був побудований на початку X століття правителем держави Матарам по імені Ракай Пікатан. Реставрований голландськими вченими в 1918-53 рр., А в 1991 р визнаний ЮНЕСКО пам'ятником Всесвітньої спадщини.

## Лара Джонгранг
Найбільшою популярністю серед туристів користується та частина комплексу Прамбанан, де розташовані видимі здалеку грандіозні споруди, які місцеві називають по імені всього комплексу «Храм Прамбанан» або «Лара Джонгранг», що в перекладі з мови жителів острова Ява означає «Струнка діва» — так прозвали статую богині Дурги в головному святилищі. Іноді місцеві вимовляють Роро Джонгранг або Лоро Джонгранг.
Споруда складається з чотирьох ярусів (можливо, по числу каст) і оточене чотирма стінами зі стількома ж воротами. Виконано у вигляді трьох концентричних квадратних платформ. Усього у комплексі є 224 храми. Посередині верхньої з трьох платформ, що звужуються в діаметрі, височіють три святилища, присвячені тримурті. Внутрішній квадрат містить 16 храмів, найвищий центральний храм — (висотою 47 метрів), присвячений Шиві. З боків від нього розташовані ще два. На півночі — храм, присвячений Брахмі, на півдні — храм, присвячений Вішну. Поруч розміщені три храми поменше, присвячені їх транспортним тваринам (Вахани) — Нанді для Шиви, Ангса(гусак) для Брахми і Гаруди (орли) для Вішну. У храмі Шиви було встановлено чотири статуї: у центральній камері статуя Шиви; у північній камері статуя Дурги; в західній камері статуя Ґанеші і в південній камері статуя Агастья. Усередині храму Брахми є статуя Брахми, і в храмі Вішну є статуя Вішну. У храмі Вішну вирізана на камені історія Крішннаяни, в той час як храм Брахми містить сюжети з «Рамаяни».
Відомості про час і обставини зведення Лара Джонгранг мізерні і суперечливі. Найбільш імовірно, що храм був побудований наприкінці IX — початку X століття правителем держави Матарам по імені Дхакса.

## Легенда Лара Джонгранг
За легендою, храм Прамбанан був побудований з причини нерозділеного кохання. Коли принц Бандунг Бондовосо запрпонував Джонгранг вийти за нього заміж, вона відмовила йому, бо вважала, що він убив її батька, короля Рату Боко. Однак, вона спробувала схитрувати, поставивши перед нареченим нездійсненне завдання: побудувати храм з 1000 статуй в одну ніч. Якби він виконав завдання, він зміг одружитися з нею. Це прохання було майже виконана до сходу сонця. Але Джонгранг попросила місцевих жителів зімітувати світанок, розвівши багаття так, щоб навколо стало видно, як удень. Відчуваючи що його обдурили, Бондовосо, завершив тільки 999 статуй, а Джонгранг він прокляв, і вона скам'яніла. Завдяки втручанню Шиви, скам'яніле тіло стало тисячною статуєю, яка тепер стоїть в північній частині «Храму Шиви» храмового комплексу Прамбанан.